# Plomb (Manche)
Pour les articles homonymes, voir Plomb (homonymie).
Plomb est une ancienne commune française du département de la Manche et de la région Normandie, intégrée le 1er janvier 2016 au sein de la commune nouvelle du Parc.

## Géographie
| Sainte-Pience, Le Luot | Sainte-Pience | Braffais |
| Chavoy                 | Plomb         | Tirepied |
| Ponts                  | Ponts         | Ponts    |

## Toponymie
Le nom de la localité est attesté sous les formes de Plumbo en 1162, [Willemus de] Plun vers 1223, Plumbo en 1259.
Albert Dauzat, qui ne cite aucune forme ancienne, n'évoque que timidement une étymologie de ce nom de lieu par le latin plumbus « plomb » (comprendre latin plumbum > gallo-roman PLUMBU) qui serait pris absolument. Cet hypothèse est rejetée par François de Beaurepaire en raison des formes trop récentes sans doute et de la forme actuelle, il n'y voit qu'une fantaisie graphique influencée par le mot plomb. Sans doute faut-il comprendre que la forme la plus ancienne est une mauvaise latinisation d'après le mot plomb. Il ne suggère par ailleurs aucune explication. Une hypothèse ancienne par le vieux saxon plumme « prune, prunier » (comprendre vieux saxon *plūma, *prūma, moyen anglais plumme, plomme < germanique occidental *prūmǭ) a été aussi émise, mais l'évolution aurait dû se faire en *Plume.
Remarque : le mot plomb est attesté dans la langue française pour la première fois en 1121-1134 sous la forme plum « métal » (Philippe de Thaon, Bestiaire, 1042 ds T.-L.).

## Histoire
La paroisse eut pour seigneur Hugues d'Avranches (v. 1047-1101) et en dernier Jean-René Marie Vivien de la Champagne (1763-1834).

## Politique et administration
| Période                                  | Période        | Identité          | Étiquette | Qualité                |
| ---------------------------------------- | -------------- | ----------------- | --------- | ---------------------- |
| 1948                                     | 1985           | Gérard de Tarade  |           |                        |
| 1985                                     | 1989           | Maurice Leroux    |           |                        |
| 1989                                     | mars 2001      | Pierre Lecourtois |           |                        |
| mars 2001                                | mars 2008      | Jeanne Le Coq     | SE        | Infirmière (retraitée) |
| mars 2008                                | septembre 2011 | Patrick Gastebois | SE        | Agriculteur            |
| octobre 2011                             | décembre 2015  | Étienne Maillard  | SE        | Retraité               |
| Les données manquantes sont à compléter. |                |                   |           |                        |

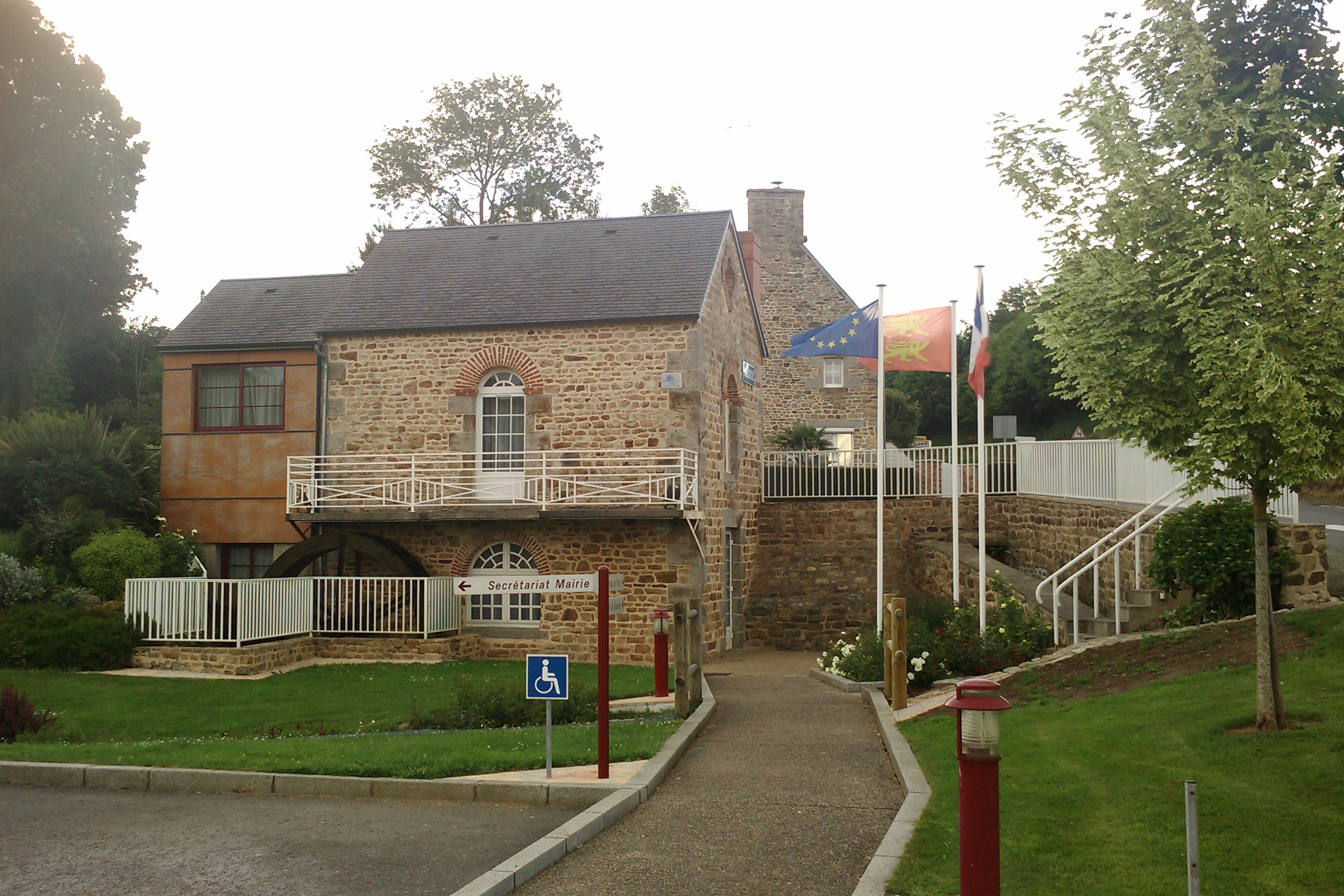
La mairie.

Le conseil municipal était composé de onze membres dont le maire et deux adjoints.

## Démographie
En 2013, la commune comptait 394 habitants. Depuis 2004, les enquêtes de recensement dans les communes de moins de 10 000 habitants ont lieu tous les cinq ans (en 2004, 2009, 2014, etc. pour Plomb) et les chiffres de population municipale légale des autres années sont des estimations.
Plomb a compté jusqu'à 718 habitants en 1861.
| 1793 | 1800 | 1806 | 1821 | 1831 | 1836 | 1841 | 1846 | 1851 |
| ---- | ---- | ---- | ---- | ---- | ---- | ---- | ---- | ---- |
| 558  | 556  | 603  | 588  | 588  | 592  | 616  | 672  | 662  |

| 1856 | 1861 | 1866 | 1872 | 1876 | 1881 | 1886 | 1891 | 1896 |
| ---- | ---- | ---- | ---- | ---- | ---- | ---- | ---- | ---- |
| 695  | 718  | 682  | 627  | 586  | 622  | 588  | 574  | 529  |

| 1901 | 1906 | 1911 | 1921 | 1926 | 1931 | 1936 | 1946 | 1954 |
| ---- | ---- | ---- | ---- | ---- | ---- | ---- | ---- | ---- |
| 536  | 534  | 522  | 470  | 487  | 463  | 494  | 461  | 453  |

| 1962 | 1968 | 1975 | 1982 | 1990 | 1999 | 2004 | 2009 | 2013 |
| ---- | ---- | ---- | ---- | ---- | ---- | ---- | ---- | ---- |
| 430  | 399  | 367  | 338  | 357  | 365  | 370  | 392  | 394  |

## Lieux et monuments
- Église Saint-Martin construite à la fin du XVIe siècle (1598) restaurée en 1739 avec des armoiries sur le transept. Elle abrite les statues de saint Victor et un groupe sculpté saint Roch, l'ange et le chien du XVIe classées au titre objet aux monuments historiques[16], ainsi que celle de sainte Anne du XVIIIe, un maître-autel du XVIIIe et autels latéraux du XIXe, chaire à prêcher du XVIIIe[8].
- Croix de cimetière (1670), croix de chemin.
- Grotte à la Vierge (XXe siècle).
- Château de la Foulerie (XIXe siècle).
- Château de la Champagne ou manoir de Tarade (XVe – XVIIIe siècles), possession de la famille d'Argouges.
- Château de la Montagne.
- Château de la Butte.
- Manoir de Plomb avec son étang.
- Château de la Rametière (XIXe siècle).
- Viaduc autoroutier de Saultbesnon.
- Ancien moulin restauré dont la roue à aubes fonctionne.

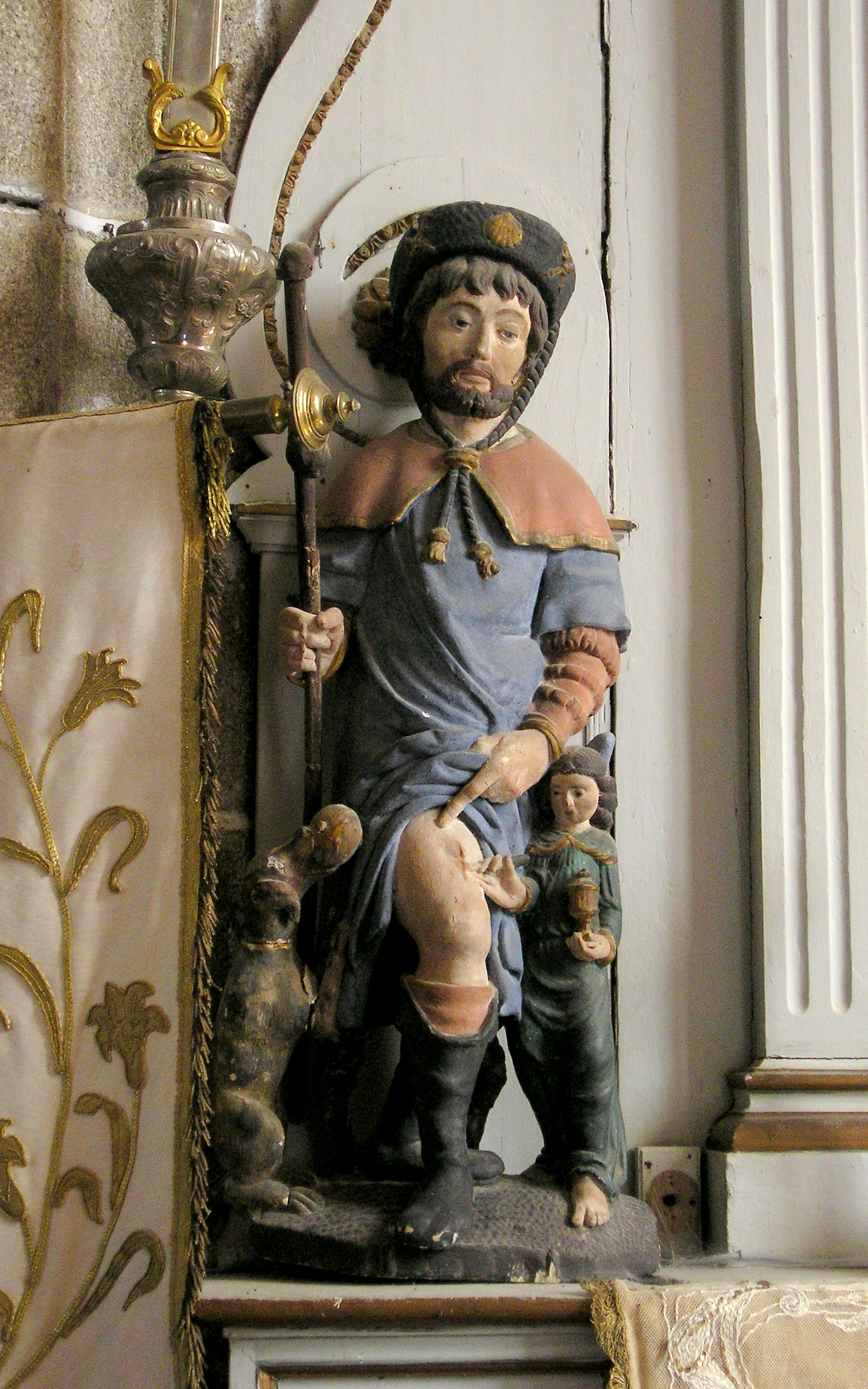
La statue de saint Roch.
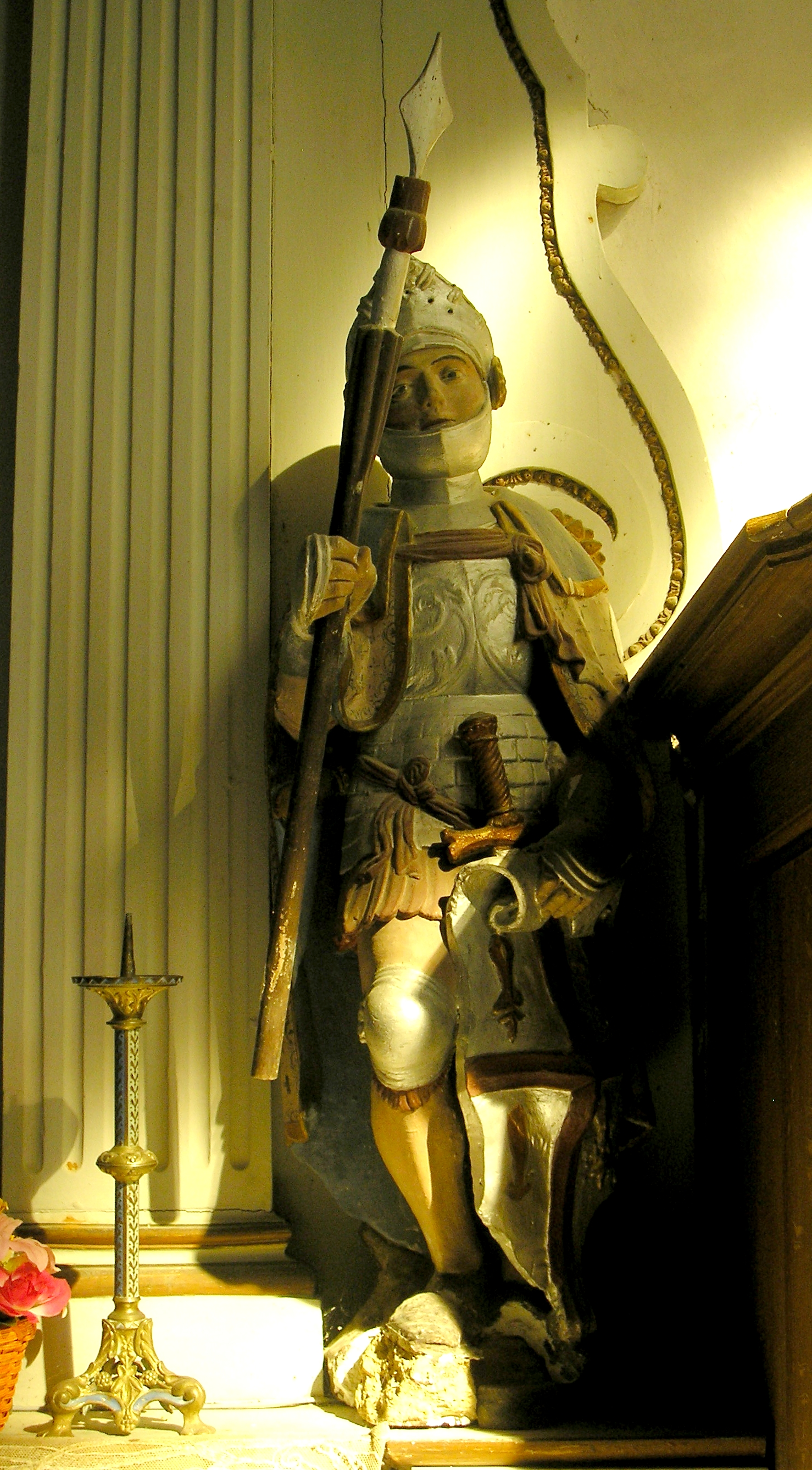
La statue de saint Victor.

## Personnalités liées à la commune
- Pedro Descoqs (Plomb, 1877 - 1946), jésuite philosophe.